# Marysville (Ohio)
Marysville – miasto w Stanach Zjednoczonych, w stanie Ohio, około 50 km na północny zachód od Columbus, siedziba władz hrabstwa Union. Liczba mieszkańców w 2000 roku wynosiła 16 048.

## Klimat
Miasto leży w strefie klimatu kontynentalnego, z gorącym latem, należącego według klasyfikacji Köppena do strefy Dfa. Średnia temperatura roczna wynosi 10,5°C, a opady 950 mm (w tym do 58,7 cm opadów śniegu). Średnia temperatura najcieplejszego miesiąca - lipca wynosi 22,9°C, podczas gdy najzimniejszego - stycznia -2,8°C. Rekordowe najwyższe i najniższe temperatury wyniosły odpowiednio 42,8°C i -30,6°C.